# Clevidipina
La clevidipina, comercializada bajo la marca Cleviprex, es un medicamento utilizado para tratar la hipertensión, por ejemplo, en casos de emergencia hipertensiva y en el momento de una intervención quirúrgica Se administra mediante inyección en una vena. 
Los efectos secundarios de este medicamento incluyen dolor de cabeza y náuseas;  otros efectos secundarios pueden incluir presión arterial baja, frecuencia cardíaca rápida y empeoramiento de la insuficiencia cardíaca .  No debe utilizarse en personas alérgicas al huevo o a la soja.  Existe la preocupación de que el uso de este medicamento durante el embarazo pueda dañar al bebé.  Es un bloqueador de los canales de calcio del tipo dihidropiridina . 
Este medicamento fue aprobada para uso médico en los Estados Unidos en el 2008.  También está disponible en varios países europeos.  En los Estados Unidos, 50 mg cuestan alrededor de 160 dólares estadounidenses en 2022. 